# Earthandsky
Earthandsky is het zesde studioalbum van de Amerikaanse metalband Of Mice & Men.

## Nummers
| 1.                 | Gravedancer       | 4:32 |
| 2.                 | As We Suffocate   | 3:43 |
| 3.                 | Taste of Regret   | 3:28 |
| 4.                 | Mushroom Cloud    | 4:04 |
| 5.                 | Pieces            | 3:43 |
| 6.                 | Deceiver/Deceived | 4:09 |
| 7.                 | Earth & Sky       | 4:10 |
| 8.                 | The Mountain      | 4:27 |
| 9.                 | Meltdown          | 3:19 |
| 10.                | Linger            | 4:08 |
| 11.                | How to Survive    | 3:56 |
| Totale duur: 43:40 |                   |      |

## Personele bezetting[1]
Of Mice & Men
- Aaron Pauley – leidende vocalen, bass
- Alan Ashby – ritmegitaar, achtergrond vocalen
- Phil Manansala – leidende gitaar, achtergrond vocalen
- Valentino Arteaga – drums, percussie

Aanvullend personeel
- Josh Wilbur – engineering, mixing, productie
- Nick Rowe – engineering
- Josh Brooks en Lana Migliore – assisteren bij engineering
- Ted Jensen – mastering
- Mike Cortada – artwork, layout